# Trepte către teatrul de mâine
Trepte către teatrul de mâine este un film românesc din 1994 regizat de Florin Mihăilescu. Rolurile principale au fost interpretate de actorii Andrei Șerban.

## Distribuție
Distribuția filmului este alcătuită din:
- Andrei Șerban